# Pandinus
Pandinus là một chi bọ cạp cỡ lớn trong họ Scorpionidae. Chi này có một số loài được nuôi làm cảnh. Chi này được định danh vào năm 1876 bởi Tamerlan Thorell. Một số loài có độc tố mạnh có thể gây tử vong cho con người.

## Các loài
Hiện hành có 21 loài được ghi nhận trong chi này:
- Pandinus imperator (C. L. Koch, 1841)
- Pandinus gambiensis Pocock, 1899
- Pandinus philippsii (Pocock, 1896)
- Pandinus smithi (Pocock, 1899)
- Pandinus trailini (F.Kovařík, 2013)
- Pandinus mazuchi (F.Kovařík, 2011)
- Pandinus arabicus (Kraepelin, 1894)
- Pandinus exitialis (Pocock, 1888)
- Pandinus gregoryi (Pocock, 1896)
- Pandinus magrettii Borelli, 1901
- Pandinus meidensis Karsch, 1879
- Pandinus pallidus (Kraepelin, 1894)
- Pandinus percivali Pocock, 1902
- Pandinus viatoris (Pocock, 1890)
- Pandinus dictator (Pocock, 1888)
- Pandinus cavimanus (Pocock, 1888)
- Pandinus platycheles Werner, 1916
- Pandinus bellicosus (L. Koch, 1875)
- Pandinus colei (Pocock, 1896)
- Pandinus eritreaensis Kovařík, 2003
- Pandinus hawkeri Pocock, 1900
- Pandinus peeli Pocock, 1900
- Pandinus pococki Kovařík, 2000
- Pandinus boschisi Caporiacco, 1937[3]